# بيكبريتيت الصوديوم
بيكبريتيت الصوديوم ويدعى أيضاً بـكبريتيت الصوديوم الحامضية هو مركب كيميائي له الصيغة NaHSO3.
له العديد من التطبيقات الصناعية إما على شكل صلب أو محلول.
الشكل الصلب يكون غالباً على شكل بيروكبريتيت الصوديوم Na2S2O5 ، والذي هو ناتج نزع الماء (بلمهة) جزيئتي بيكبريتيت الصوديوم.

## التحضير
يحضر بيكبريتيت الصوديوم من تمرير 7-8 % من ثاني أكسيد الكبريت خلال المحلول الأم لعمليات سابقة حاوية على كميات ضئيلة من بيكبريتيت الصوديوم في المحلول وكميات معتبرة من كربونات الصوديوم على شكل معلق ، حيث يجري التفاعل التالي:
يتم الحصول على الناتج على شكل معلق، والذي يزال من المحلول عن طريق التثفيل .

## الاستخدامات
- يدخل في العديد من التفاعلات الكيميائية العضوية مثل سلفنة الألدهيدات وبعض الكيتونات الحلقية.
- يستخدم كمادة حافظة للغذاء E 222 .
- يستخدم في معالجة المياه والتحكم في التلوث كمادة مضادة للـكلور.
- يستخدم في الدباغة كـعامل مرجع لمحاليل الكروم.
- يستخدم لقصرالألوان (تخفيفها) في الصناعات النسيجبة.